# Maddock
Maddock – miasto w Stanach Zjednoczonych, w stanie Dakota Północna, w hrabstwie Benson.